# Стефан VI Рареш
Стефан VI Рареш (молд. Штефан VI Рареш; умер 1552) — господарь Молдавского княжества с 11 июня 1551 года до 1 сентября 1552 года, младший сын Петра IV Рареша.

## Биография
Взошёл на молдавский престол вслед за старшим братом, который принял ислам. По сообщениям летописцев, во время правления проявлял жадность и жестокость. Это настроило против него боярскую оппозицию. Многие бояре сбежали в Польшу. В результате заговора Стефан был убит в селе Цуцора на Пруте.
Новым господарём был избран Иоан Жолдя.